# Ostrý vrch (Hrubý Jeseník)
Ostrý vrch (německy Moslehne) je 1230 m vysoká hora v Pradědské hornatině, která tvoří centrální část Hrubého Jeseníku. Vrchol se nachází 2,5 km východně od Pradědu a 3 km západo-severozápadně od Karlovy Studánky.

## Ochrana území
Strmé jižní svahy jsou součástí národní přírodní rezervace Praděd. Padají do hluboko zaříznutého kaňonu Bílé Opavy, podél kterého vede stejnojmenná naučná stezka. Bílá Opava si na asi 2,5 km dlouhém úseku razí cestu rulovými úbočími Pradědu a Vysoké hole, na kterých peřejemi, kaskádami a vodopády překonává výškový rozdíl asi 400 m.

## Přístup
Vrchol leží mimo značené turistické trasy, na hranici národní přírodní rezervace Praděd. Je přístupný po neznačené cestě ze sedla Pod Lyrou, dlouhé asi 3 km, s převýšením 225 m.

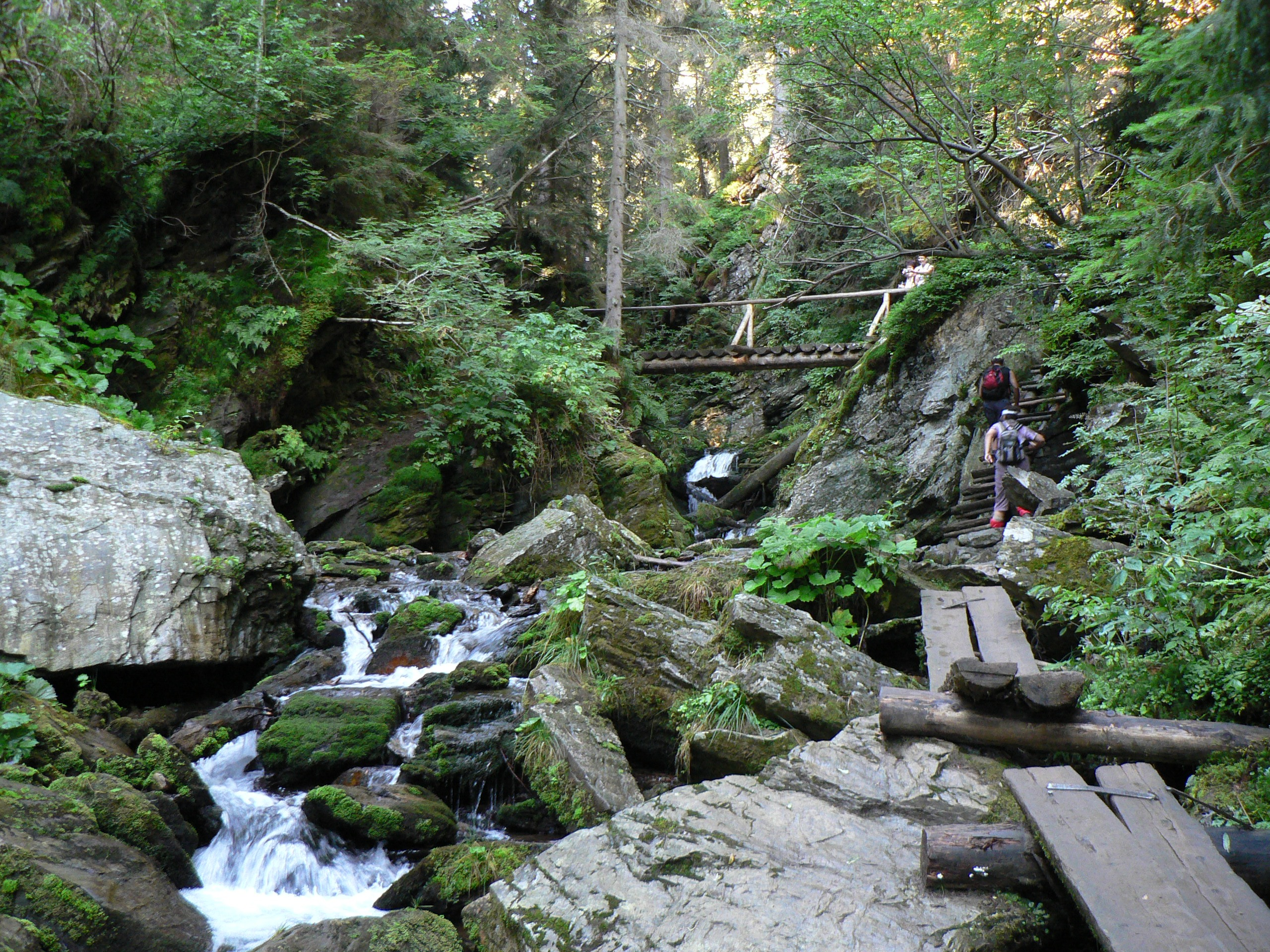
Divoké údolí Bílé Opavy